# Spatangus purpureus
Spatangus purpureus (лат.) — вид морских ежей семейства Spatangidae. Обитает в восточной части Атлантического океана и Средиземном море, где обитает, погружённый в донные отложения.

## Внешний вид

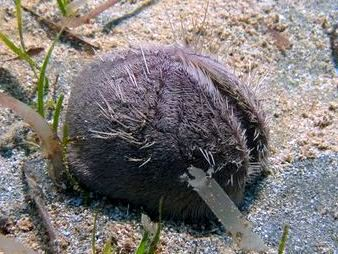
Spatangus purpureus в Средиземном море у берегов Греции.

Spatangus purpureus — морской ёж с несколько уплощённой раковиной, с плоской оральной (нижней) поверхностью и куполообразной аборальной (верхней) поверхностью. Это «неправильный» морской ёж, который не обладает радиальной симметрией, как большинство морских ежей; спереди имеется выемка, рот направлен вперёд, а анус расположен сзади. Длина раковины достигает 12 см, а ширина — 8 см. Раковина красновато-фиолетовая, с двумя типами шипов: множеством коротких, шелковистых, пурпурных шипов длиной до 1 см и меньшим количеством бежевых хитиновых шипов длиной от 3 до 4 см.

## Распространение и местообитание
Этот вид обитает в восточной части Атлантического океана, Средиземном море и проливе Ла-Манш. Ареал S. purpureus простирается от Исландии и Нордкапа в Норвегии на юг до Сенегала. Он обитает, погружённый в крупный песок или гравий, но редко в ил. Диапазон глубин его обитания простирается от мелководья сублиторали, где он встречается в защищённых от волн участках, до глубины около 900 м.

## Экология
Рацион S. purpureus неизвестен, но этот вид часто находят в слоях мягких красных водорослей. Анализ гонад показывает, что они содержат две полиненасыщенные жирные кислоты, которые присутствуют в красных водорослях, а также пальмитолеиновую кислоту, которая присутствует в придонном осадке, причем соотношение варьируется в зависимости от относительного обилия этих продуктов. Эти результаты указывают на то, что Spatangus purpureus имеет всеядные привычки питания, при этом фитодетрит из водорослевых слоев является важной частью рациона. Этот морской еж часто ассоциируется с небольшим двустворчатым моллюском Montacuta substriata, который прикрепляется к его шипам. Другой его сородич, который обитает среди шипов, — многощетинковый червь Malmgreniella castanea, длиной около 1 или 2 см, имеющий крупные фиолетовые чешуйки. Морская звезда Astropecten aranciacus является основным хищником, морские лещи Спаровые могут раздавить панцирь и съесть его содержимое. В Средиземном море брюхоногий моллюск Galeodea echinophora проделывает отверстие в панцире морского ежа и вставляет туда свой хоботок, чтобы переварить мягкие ткани.